# Mylothris hilara
Mylothris hilara is een vlindersoort uit de familie van de Pieridae (witjes), onderfamilie Pierinae.
Mylothris hilara werd in 1892 beschreven door Karsch.